# Oštrolisna mahonija
Oštrolisna mahonija (vazdazelena mahonija, mahonija lat. Mahonia aquifolium, sin. Berberis aquifolium), je grm iz porodice žutikovki (Berberidaceae ) koji naraste do 150 cm visine, čvrstih, žutosmeđih grana i velikih perastih zimzelenih listova. Žuti cvjetovi stoje u gustim grozdovima dugim 5 do 10 cm.
Plodovi su plave jestive bobe. Uzgaja se kao ukrasni grm, a danas su razvijene i sorte koje se uzgajaju i zbog plodova ("Jupiter", "Mirena", "Pamina"). Mahonija je ljekovita biljka od koje se u travarstvu koriste podanak i korijen koji se skupljaju u jesen, a u medicini se upotrebljavaju kora i vrhovi grana. Korijen sadrži oko 1,5 % alkaloida berberina.Ne smije se koristiti u trudnoći.
Potječe iz zapadnog SAD-a

## Sastav plodova
Plodovi sadrže vitamin C ,oko 9,8 g/100 g ,nešto šećera i 4,87 g/100 ml voćnih kiselina,te mineralne tvari. Sadržaj berberina u bobama je oko 0,05 %.

## Ljekovitost
Sjevernoamerički indijanci koristili su je za liječenje gubitka apetita. Danas se uglavnom koristi u liječenju gastritisa i opće probavne slabosti, radi poticanja rada bubrega i žučnog mjehura i smanjenja kataralnih problema. Korijenova kora je alterativ, tonik, kolagog, diuretik, laksativ i tonik. Poboljšava probavu i apsorpciju, a uzima se interno u liječenju psorijaze, sifilisa, krvarenja, želučanih tegoba i za čišćenje krvi. Izvana se koristi za ispiranje grla i kao sredstvo za ispiranje mutnih ili krvavih očiju. Korijen se bere u kasnu jesen ili rano proljeće i suši za kasniju upotrebu. Plod je izvrstan blagi i siguran laksativ. Berberin, univerzalno prisutan u rizomu vrsta Mahonia, ima izražene antibakterijske učinke i koristi se kao gorki tonik. Budući da ga tijelo ne apsorbira, oralno se koristi u liječenju različitih enteroloških infekcija, posebno bakterijske dizenterije. Ne smije se koristiti sa sladićem, jer isti poništava učinke berberina. Berberin je također pokazao antitumorsko djelovanje. Korijen i korijenovu koru najbolje je sabirati u jesen .

## Sinonimi
- Berberis aquifolium var. aquifolium
- Berberis aquifolium var. juglandifolia Rehder
- Berberis fascicularis Sims
- Berberis fasciculata Schult. & Schult.f.
- Berberis pinnata Banks ex DC.
- Mahonia aquifolium (Pursh) Nutt.
- Mahonia diversifolia Sweet
- Odostemon aquifolium (Pursh) Rydb.

## Sorte koje se koriste u hortikulturi
- 'Versicolor' — niski zimzeleni grm
- 'Atropurpurea' — mladi listovi purpurno crvene boje
- 'Orange Flame' — lišće u proljeće plameno crveno,u jesen nakon mraza vinsko crveno
- 'Compactum' — zbijen,snažan grm
- 'Apollo'
- 'Donnewell'
- 'Moseri'
- 'Forescate'
- 'Smaragd' ('Emerald') — lišće sjajno ,smaragdno zeleno

## Vanjske poveznice
- PFAF database Mahonia